# Анзелми (Мачерата)
Анзелми (итал. Anselmi) насеље је у Италији у округу Мачерата, региону Марке.
Према процени из 2011. у насељу је живело 24 становника. Насеље се налази на надморској висини од 548 м.